# Melanie Gath
Melanie Gath ist eine deutsche Redakteurin.
Gath studierte an der Zürcher Hochschule der Künste. 2016 wurde sie Redakteurin beim SWR. Dort arbeitete sie als Portfoliomanagerin und stellvertretende Teamchefin der funk-Redaktion. Anfang 2023 nahm sie aus persönlichen Gründen Abschied vom SWR.
Melanie Gath gründete 2016 mit Mai Thi Nguyen-Kim den deutschen YouTube-Kanal Schönschlau, der bis 2024 als maiLab von Funk produziert wurde und sich mit diversen Themen aus den Bereichen der Natur- und Gesellschaftswissenschaften beschäftigte.

## Auszeichnungen (Auswahl)
- 2018: Grimme Online Award[6] im Bereich „Wissen und Bildung“ mit Mai Thi Nguyen-Kim
- 2021: Nannen Preis für die „Geschichte des Jahres“ mit Lars Dittrich und Mai Thi Nguyen-Kim: Corona geht gerade erst los, von MaiLab